# Flughafen Pärnu

i7
i11
i13
Der Flughafen Pärnu (estnisch: Pärnu lennujaam, IATA-Code: EPU, ICAO-Code: EEPU) ist ein Zivilflughafen in Estland. Er liegt 4 km von der Stadt Pärnu entfernt in der Gemeinde Tori.

## Geschichte
Im Oktober 1937 stellte der Stadtrat von Pärnu 0,28 km² für den Bau eines Flughafens zur Verfügung. Während der sowjetischen Besetzung Estlands diente der Flughafen sowjetischen Abfangjägern als Heimatflughafen.
Im Sommer 1992 verließ die Rote Armee Pärnu. Der Flughafen ging auf das estnische Verteidigungsministerium über. Im Oktober desselben Jahres wurde auf dem Gelände mit der Umwandlung in einen Zivilflughafen begonnen. Seit 2005 betreibt die Tallinner Flughafengesellschaft AS Tallinna Lennujaam den Flughafen Pärnu.
Die deutsche Firma Luftverkehr Friesland Harle, ab 2014 FLN Frisia-Luftverkehr flog im Winterhalbjahr regelmäßig von Pärnu auf die Inseln Kihnu und Ruhnu. Im Jahr 2019 wurde die Strecke nach Ruhnu neu ausgeschrieben. Die Ausschreibung gewann die estnische Fluggesellschaft Diamond-Sky OÜ, welche die Flüge ab dem Winter 2019/2020 übernahm. Regelmäßige Flüge nach Kihnu werden nicht mehr durchgeführt, seit dort ein neues (leistungsstärkeres) Fährschiff eingesetzt wurde, welches die Strecke auf die Insel im Winter auch bei mittlerer Vereisung der Ostsee aufrechterhalten kann. Daneben dient der Flughafen Pärnu zahlreichen Privatflugzeugen. 2005 verzeichnete der Flughafen 4774 Passagiere, für 2019 werden 1.009 Passagiere ausgewiesen.
Während der Renovierungsarbeiten an der Startbahn des Flughafens Ämari wurde Pärnu als Ausweichstandort von den Estnischen Luftstreitkräften genutzt.

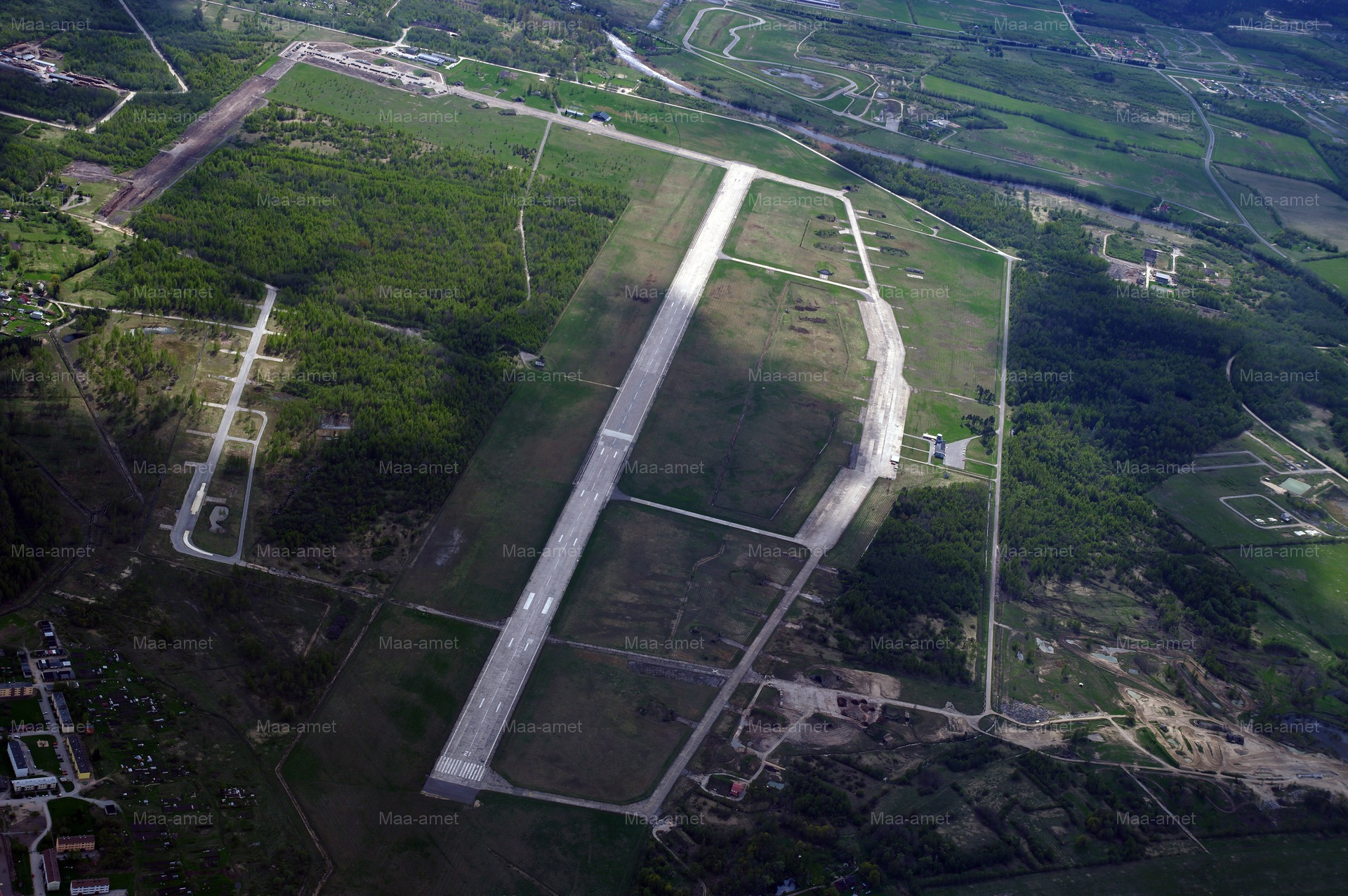
2009
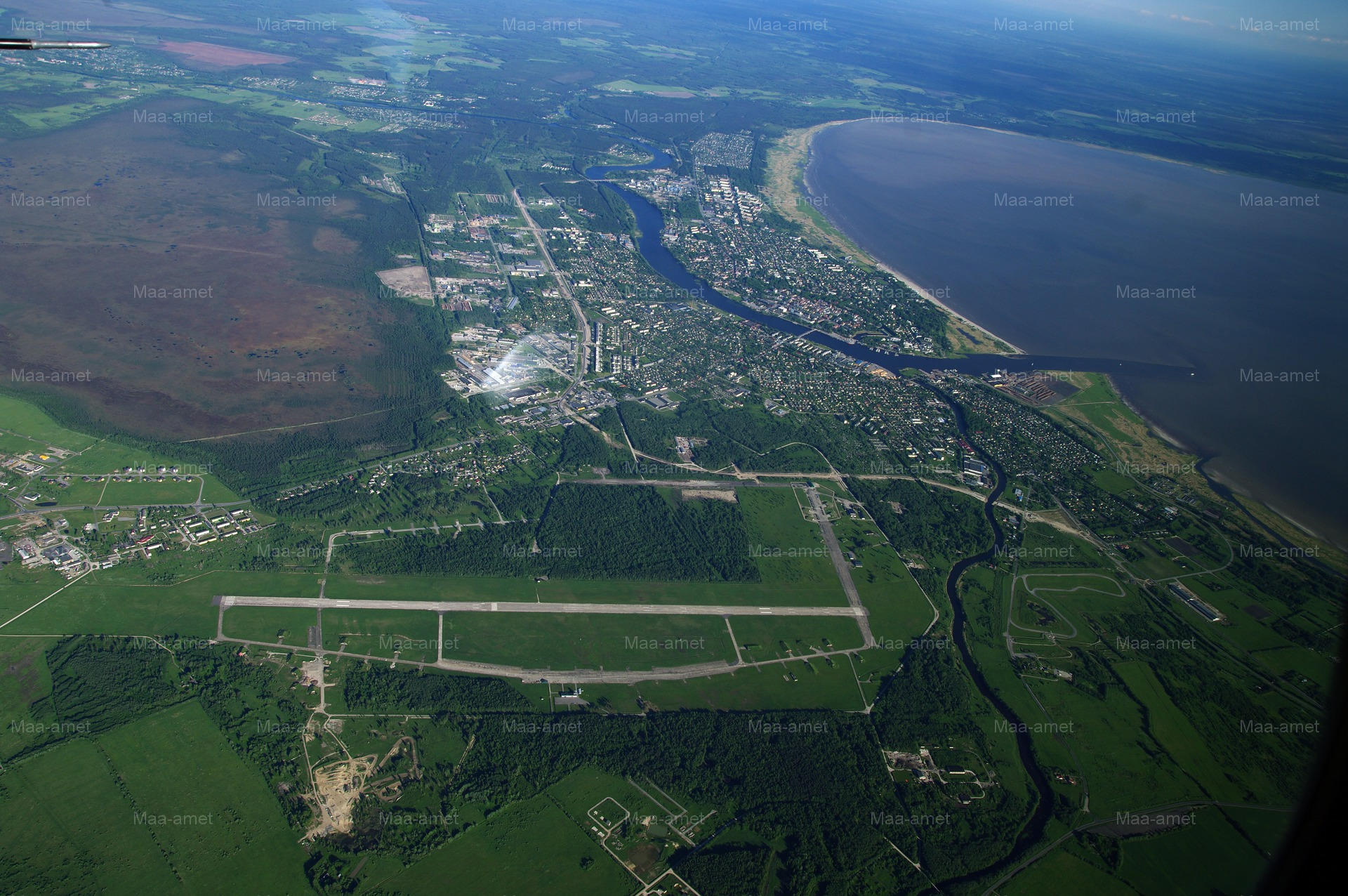
2010
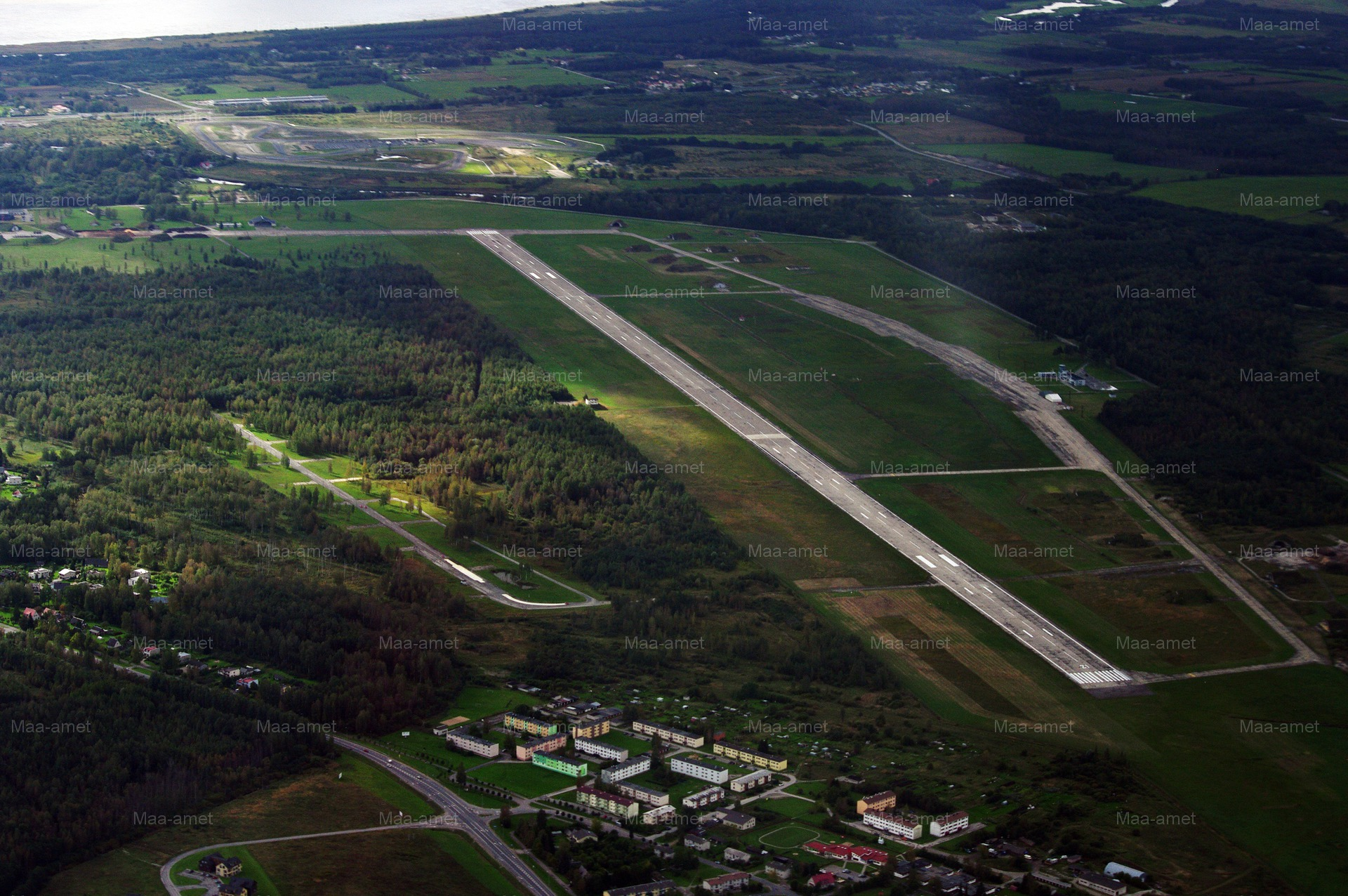
2012
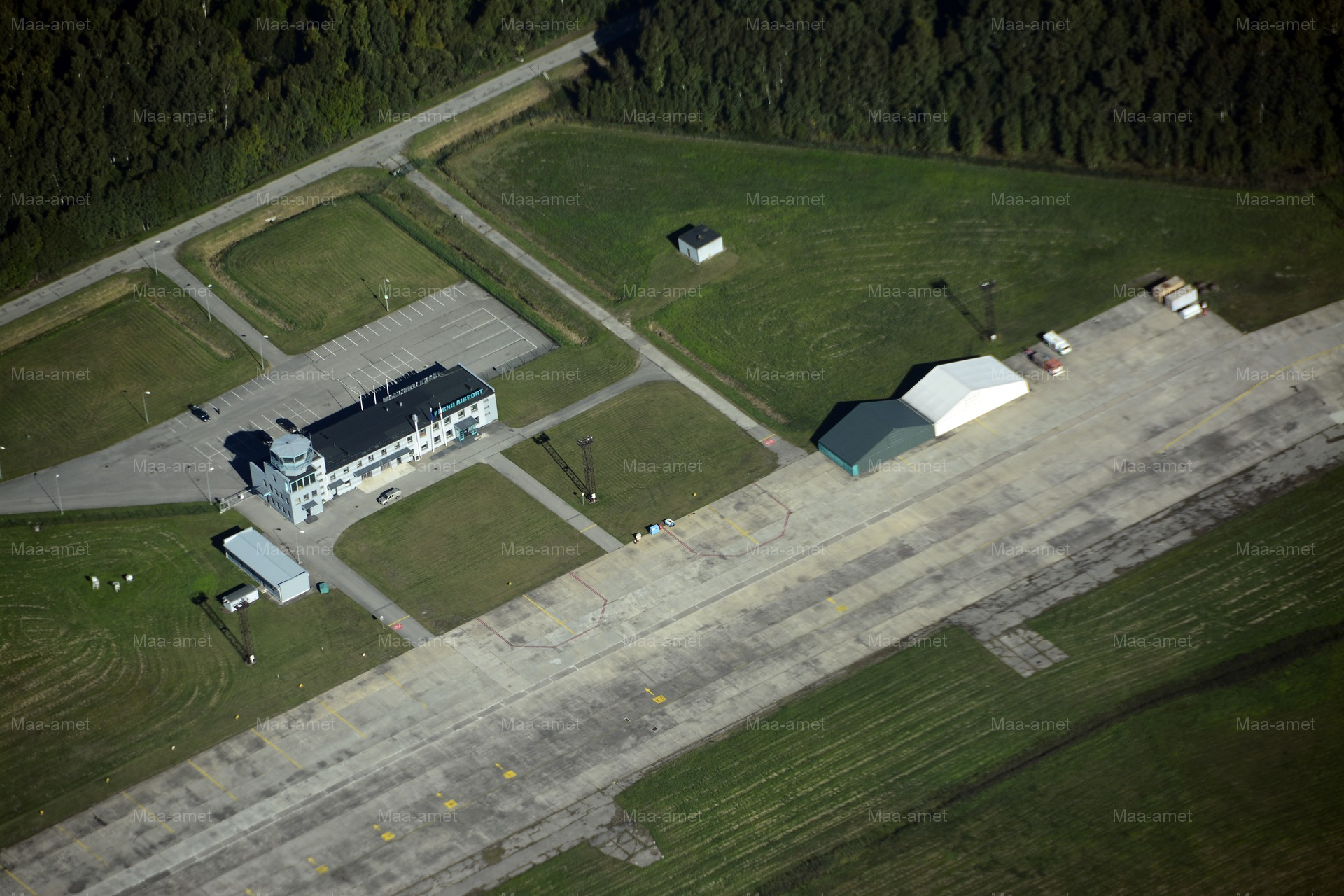
2013
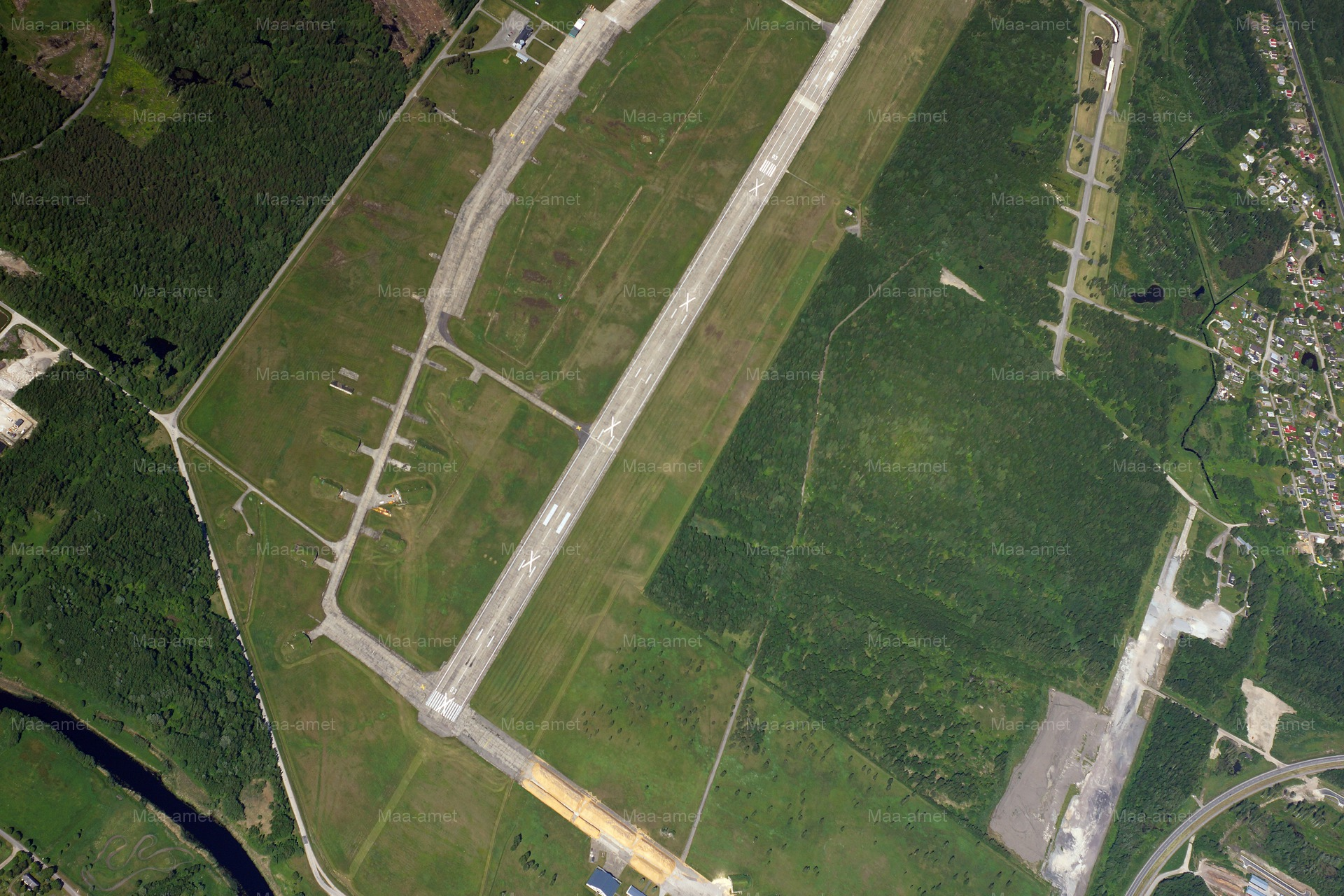
2015
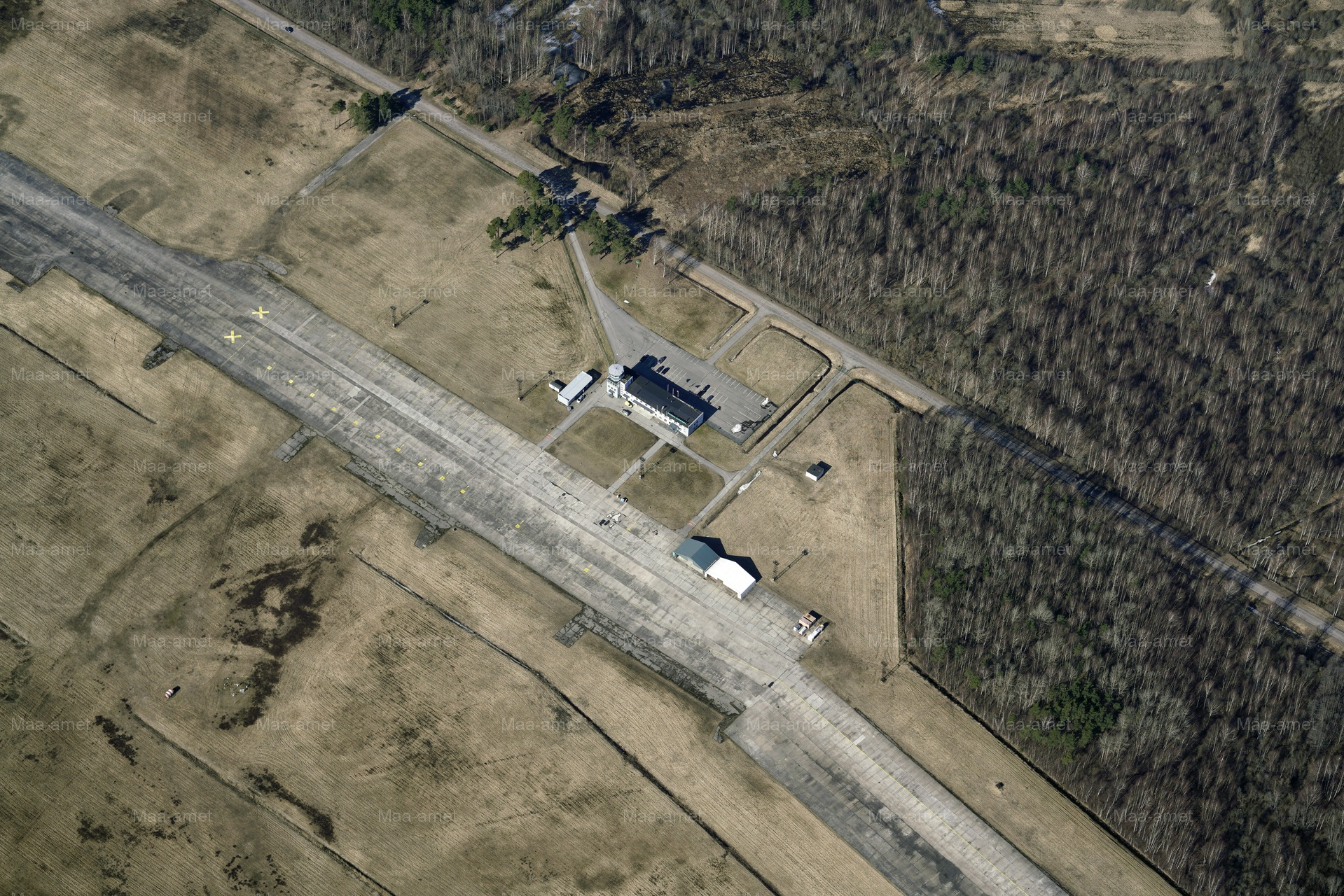
2018
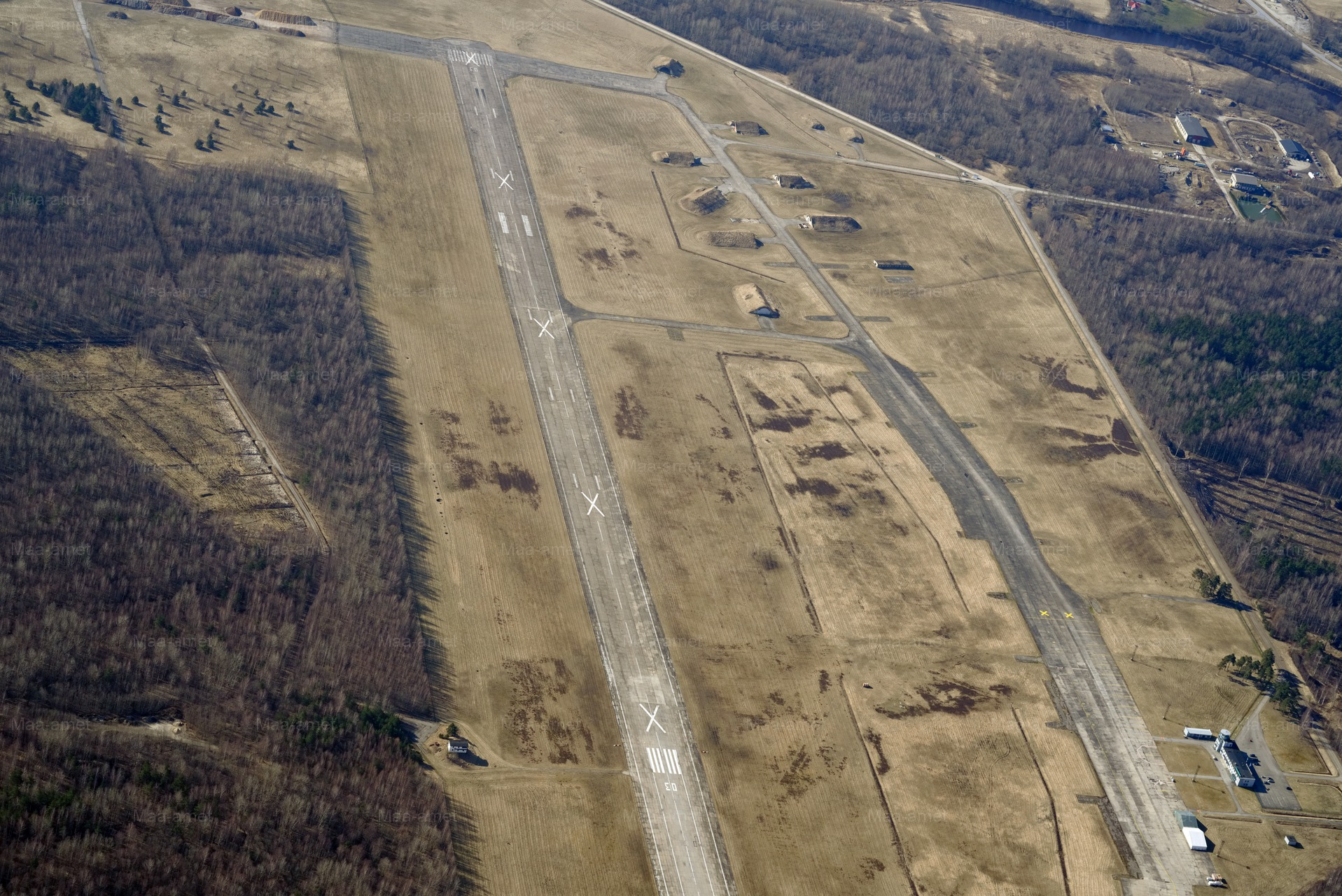
2020
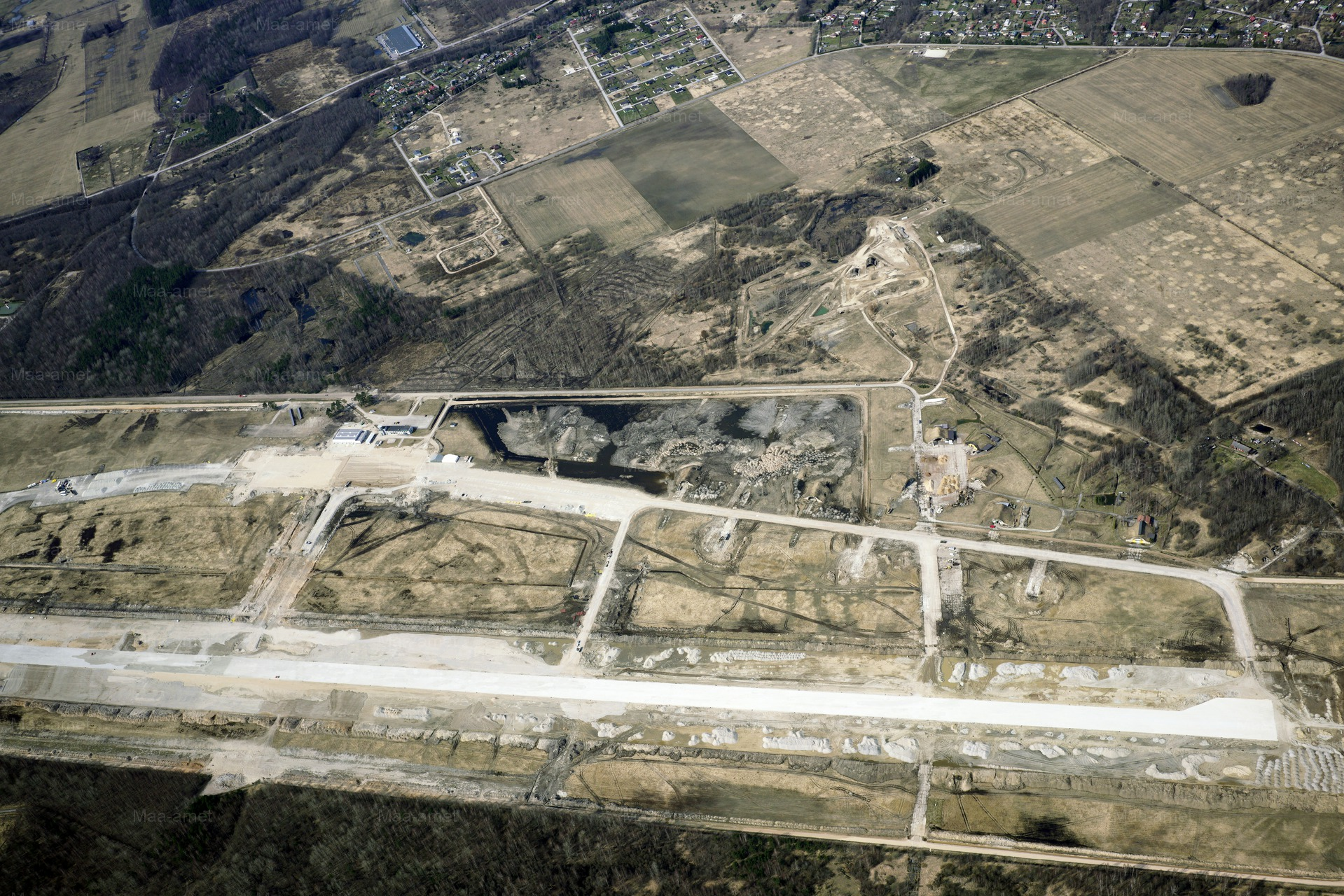
2021